# Vnà
Vnà (, toponimo romancio; in tedesco Manas, desueto) è una frazione di 70 abitanti del comune svizzero di Valsot, nella regione Engiadina Bassa/Val Müstair (Canton Grigioni).

## Geografia fisica
Strada è situato in Bassa Engadina, sul lato sinistro del fiume Inn.

## Monumenti e luoghi d'interesse

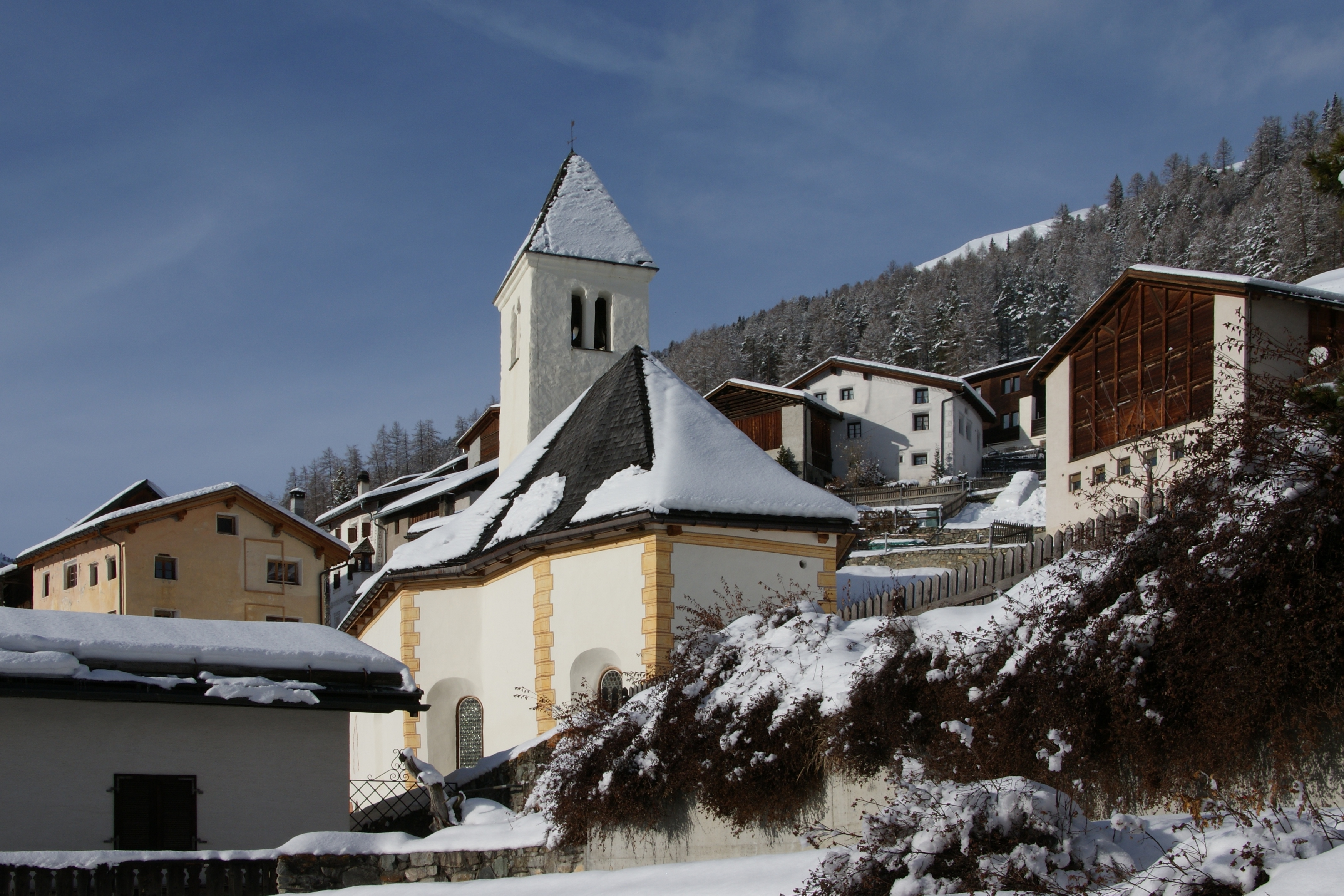
La chiesa riformata

- Chiesa riformata.

## Infrastrutture e trasporti
La stazione ferroviaria più vicina è quella di Scuol-Tarasp della Ferrovia Retica, sulla linea Pontresina-Scuol.